# Martinová
Martinová, do roku 1927 též Martinovce (maďarsky Mártonfalva, též Mártonfala nebo Nemesmartonfala) je obec v okrese Rimavská Sobota na Slovensku. Leží v jižní části Rimavské kotliny. V obci je památkově chráněný reformovaný kostel ve smíšeném barokně-klasicistním stylu z roku 1760.

## Historie
Martinová je poprvé písemně zmíněna v roce 1427 jako Martonfalua. Během tureckých válek bylo místo zničeno a v roce 1683 znovu povstalci Emmericha Thökölyho. V roce 1773 zde žilo 13 poddaných sedláků a pět pachtýřských rodin, v roce 1828 zde žilo 407 obyvatel, kteří byli zaměstnáni jako zemědělci. Do roku 1918 bylo území obce součástí Uherska. Na základě první vídeňské arbitráže bylo území obce v letech 1938 až 1945 součástí Maďarska. Při sčítání lidu v roce 2011 žilo v Martinové 230 lidí, z toho 127 Maďarů, 48 Romů, 40 Slováků a dva Češi; 13 obyvatel neuvedlo žádné informace o své etnické příslušnosti.